# Municipio Roma IX
Il Municipio Roma IX EUR è la nona suddivisione amministrativa di Roma Capitale.
È stato istituito dall'Assemblea capitolina con la delibera n. 11 dell'11 marzo 2013, sostituendo il precedente municipio Roma XII. La sede principale è in viale Ignazio Silone, 100, in zona Fonte Ostiense.

## Geografia fisica

### Territorio
Si trova nell'area meridionale di Roma e comprende le riserve naturali di Decima-Malafede e Laurentino-Acqua Acetosa.

## Cultura

### Cinema
- Eurcine, in via Liszt.
- Stardust Village, in via di Decima.
- UCI Luxe Maximo, in via Laurentina.

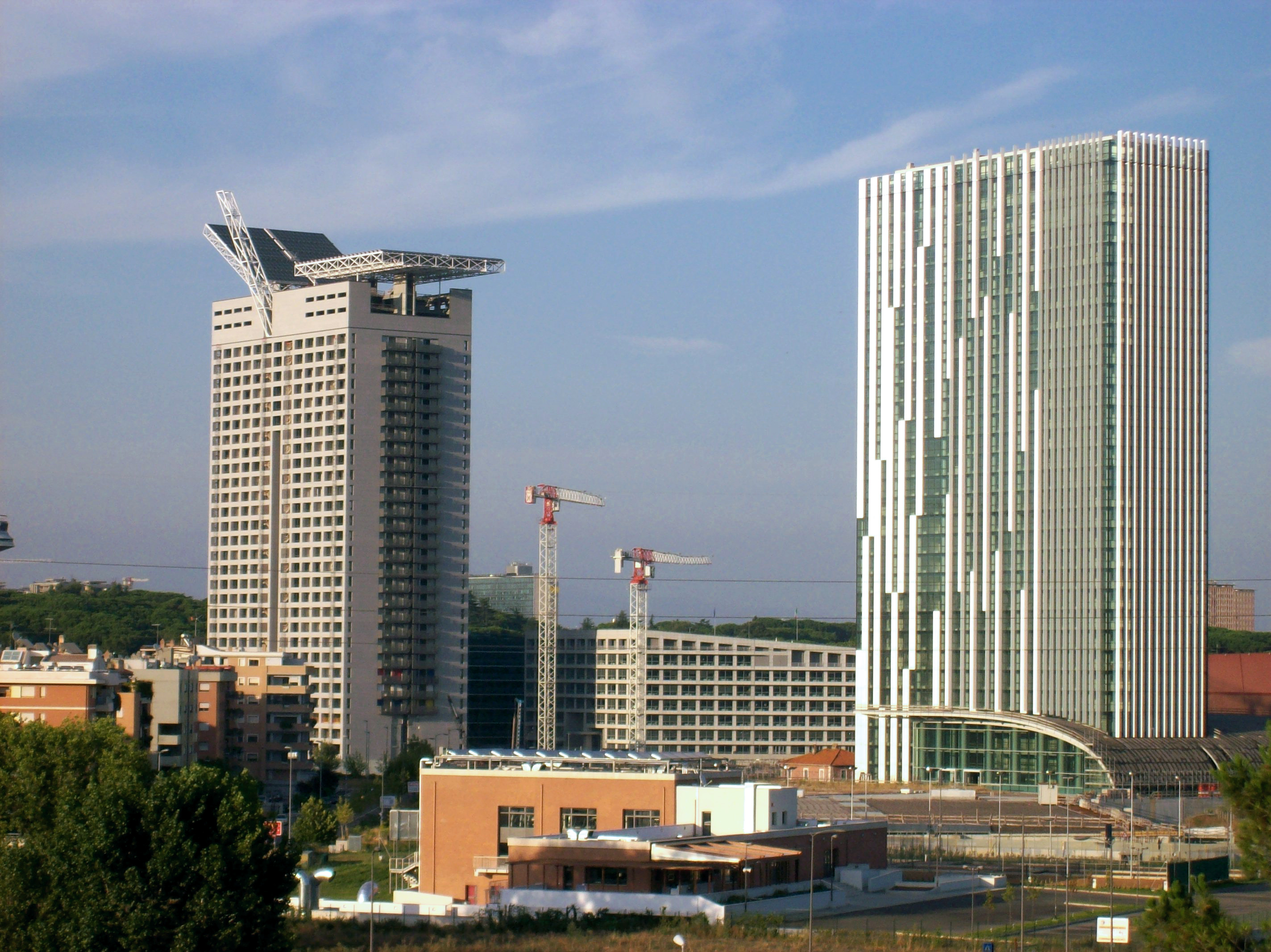
Le torri Eurosky ed Europarco, gli edifici civili più alti di Roma

## Geografia antropica

### Suddivisioni storiche
Nel territorio del Municipio insistono i seguenti comprensori di Roma Capitale:
Quartieri
- Q. X Ostiense (parte), Q. XXXI Giuliano-Dalmata e Q. XXXII Europa.

Zone
- Z. XXII Cecchignola (parte), Z. XXIII Castel di Leva (parte), Z. XXIV Fonte Ostiense, Z. XXV Vallerano, Z. XXVI Castel di Decima, Z. XXVII Torrino, Z. XXVIII Tor de' Cenci, Z. XXIX Castel Porziano (parte), Z. XXXI Mezzocammino e Z. XXXIX Tor di Valle.

### Suddivisioni amministrative
La suddivisione urbanistica del territorio comprende le tredici zone urbanistiche dell'ex Municipio Roma XII; la popolazione è così distribuita:
| Municipio Roma IX EUR        | Municipio Roma IX EUR | Municipio Roma IX EUR | Municipio Roma IX EUR |
| Denominazione                | Superficie            | Abitanti              |                       |
| ---------------------------- | --------------------- | --------------------- | --------------------- |
| 12A Eur                      | 5,68 km²              | 9 270                 |                       |
| 12B Villaggio Giuliano       | 1,44 km²              | 9 942                 |                       |
| 12C Torrino                  | 7,57 km²              | 40 737                |                       |
| 12D Laurentino               | 4,87 km²              | 23 829                |                       |
| 12E Cecchignola              | 11,62 km²             | 14 665                |                       |
| 12F Mezzocammino             | 5,27 km²              | 14 538                |                       |
| 12G Spinaceto                | 4,46 km²              | 24 219                |                       |
| 12H Vallerano-Castel di Leva | 39,03 km²             | 29 758                |                       |
| 12I Decima                   | 51,68 km²             | 8 330                 |                       |
| 12L Porta Medaglia           | 32,29 km²             | 3 208                 |                       |
| 12M Castel Romano            | 11,31 km²             | 277                   |                       |
| 12N Santa Palomba            | 5,21 km²              | 1 436                 |                       |
| 12X Tor di Valle             | 2,87 km²              | 15                    |                       |
| Non localizzati              | –                     | 3 252                 |                       |
| Totale                       | 183,31 km²            | 183 476               |                       |

### Frazioni
Nel territorio del Municipio insistono le seguenti frazioni di Roma Capitale:
- Castello della Cecchignola, Fonte Laurentina, Mostacciano, Tor de' Cenci, Spinaceto e Vitinia.

## Amministrazione
| Periodo | Periodo   | Primo cittadino     | Partito                      | Carica     | Note             |
| ------- | --------- | ------------------- | ---------------------------- | ---------- | ---------------- |
| 2006    | 2008      | Patrizia Prestipino | L'Ulivo, Partito Democratico | Presidente | Ex Municipio XII |
| 2008    | 2013      | Pasquale Calzetta   | Popolo della Libertà         | Presidente | Ex Municipio XII |
| 2013    | 2016      | Andrea Santoro      | Partito Democratico          | Presidente |                  |
| 2016    | 2021      | Dario D'Innocenti   | Movimento 5 Stelle           | Presidente | [ 11 ]           |
| 2021    | In carica | Titti Di Salvo      | Partito Democratico          | Presidente |                  |